# Јошиаки Сато
Јошиаки Сато (јап. 佐藤 慶明; 19. јун 1969) бивши је јапански фудбалер.

## Каријера
Током каријере играо је за Гамба Осака, Урава Ред Дајмондс и Кјото Санга.

## Репрезентација
За репрезентацију Јапана дебитовао је 1994. године.

## Статистика
| Јапан  | Јапан | Јапан |
| Год.   | Ута.  | Гол.  |
| ------ | ----- | ----- |
| 1994   | 1     | 0     |
| Укупно | 1     | 0     |